# Нат Фрідман
Натаніель Фрідман (англ. Nathaniel Dourif Friedman; нар. 6 серпня 1977) — американський управлінець технологічних компаній, з 29 жовтня 2018 року — Головний виконавчий директор GitHub.

## Біографія
У 1996 році на молодших курсах Массачусетського технологічного інституту Фрідмен подружився з Мігелем де Ікасою на LinuxNet, IRC мережі яку Фрідман створив для обговорення Linux. На стажуванні в Microsoft Фрідман працював над вебсервером IIS. У MIT він вивчав інформатику та математику і випустився у 1999 з дипломом бакалавра.